# Atsinanana

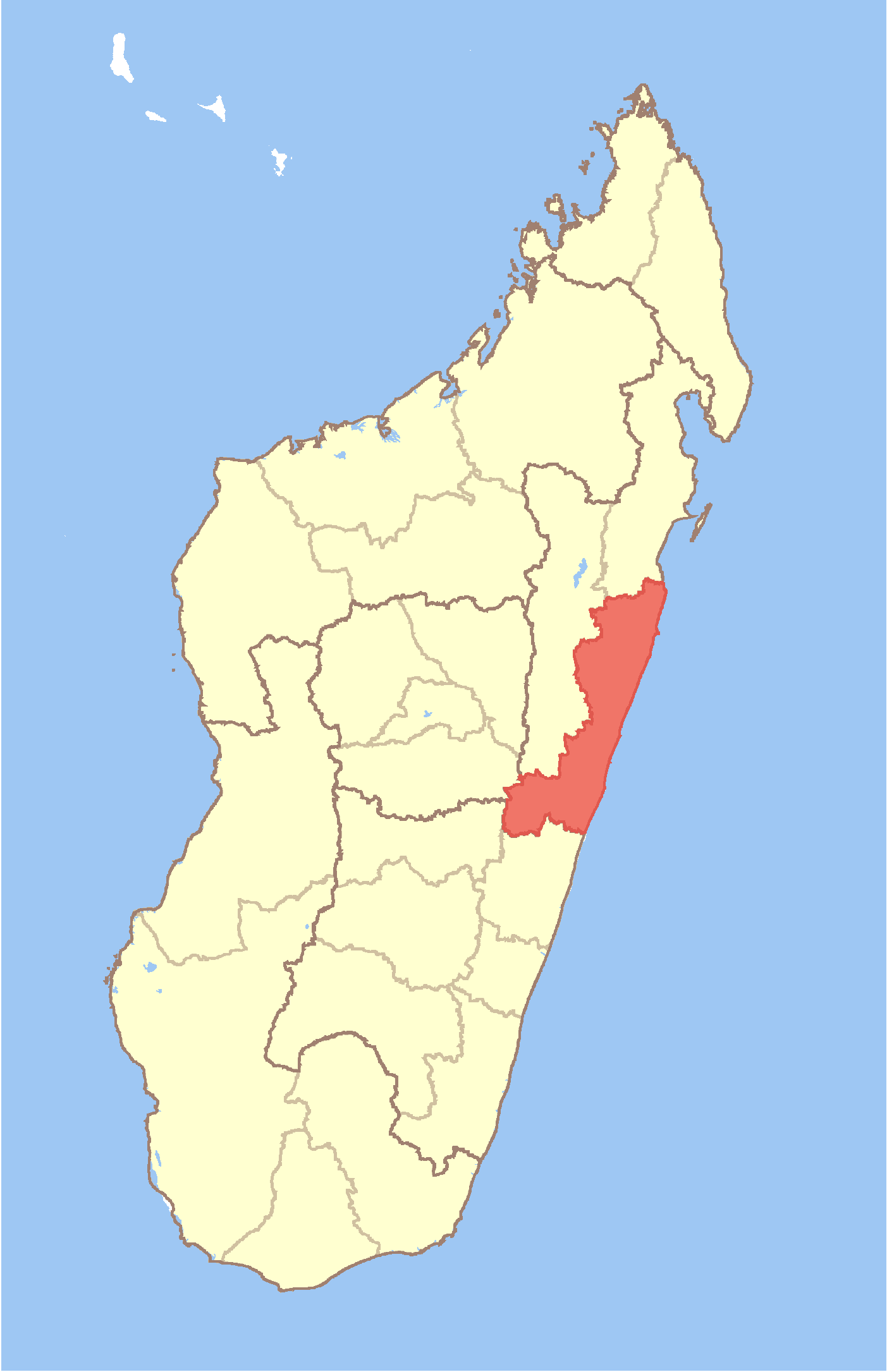
Localisation de la région Atsinanana sur Madagascar.

L'Atsinanana (Est) est une des vingt-trois régions de Madagascar. Elle est située dans l'ex-province de Tamatave, dans l'est de l'île (d'où son nom).

## Géographie
Le chef-lieu de la région est Toamasina.
La population de la région est estimée à environ 1 117 100 habitants, en 2004, sur une surface de 21 934 km2.

## Administration
La région est divisée en sept districts :
- District d'Antanambao Manampotsy
- District de Brickaville
- District de Mahanoro
- District de Marolambo
- District de Tamatave-I
- District de Tamatave-II
- District de Vatomandry